# George Andrews (matemático)
George Eyre Andrews (nacido el 4 de diciembre de 1938 en Salem, Oregón) es un matemático estadounidense que trabaja en funciones especiales, teoría de números, análisis y combinatoria. 

## Educación y carrera
Actualmente es profesor de matemáticas de Evan Pugh en la Universidad Estatal de Pensilvania. Hizo sus estudios universitarios en la Universidad Estatal de Oregón y recibió su doctorado en 1964 en la Universidad de Pensilvania, donde su asesor fue Hans Rademacher.
Durante 2008-2009 fue presidente de la American Mathematical Society.

## Contribuciones
Las contribuciones de Andrews incluyen varias monografías y más de 250 artículos de investigación y de divulgación sobre series q, funciones especiales, combinatoria y sus aplicaciones. Se le considera el experto líder mundial en la teoría de particiones enteras. En 1976 descubrió el Cuaderno Perdido de Ramanujan. Está muy interesado en la pedagogía matemática. 
Su libro The Theory of Partitions es la referencia estándar sobre el tema de las particiones enteras.

Ha avanzado en matemáticas en las teorías de particiones y series q. Su trabajo en la frontera entre la teoría de números y la combinatoria también ha llevado a muchas aplicaciones importantes en física.

## Premios y honores
En 2003 Andrews fue elegido miembro de la Academia Nacional de Ciencias, siendo nombrado miembro de la Academia Estadounidense de las Artes y las Ciencias en 1997. En 1998 actuó como orador invitado en el Congreso Internacional de Matemáticos de Berlín. En 2012 se convirtió en miembro de la American Mathematical Society.
Recibió doctorados honorarios de la Universidad de Parma en 1998, de la Universidad de Florida en 2002, de la Universidad de Waterloo en 2004, de la Universidad SASTRA en Kumbakonam, India en 2012, y de la Universidad de Illinois en Urbana-Champaign en 2014.

## Publicaciones
- Selected Works of George E Andrews (With Commentary) (World Scientific Publishing, 2012, ISBN 978-1-84816-666-0)
- Number Theory (Dover, 1994, ISBN 0-486-68252-8)
- The Theory of Partitions (Cambridge University Press, 1998, ISBN 0-521-63766-X)[11]
- Integer Partitions (with Eriksson, Kimmo) (Cambridge University Press, 2004, ISBN 0-521-84118-6)[12]
- Ramanujan's Lost Notebook: Part I (with Bruce C. Berndt) (Springer, 2005, ISBN 0-387-25529-X)[13]
- Ramanujan's Lost Notebook: Part II, (with Bruce C. Berndt) (Springer, 2008, ISBN 978-0-387-77765-8)
- Ramanujan's Lost Notebook: Part III, (with Bruce C. Berndt) (Springer, 2012, ISBN 978-1-4614-3809-0)
- Ramanujan's Lost Notebook: Part IV, (with Bruce C. Berndt) (Springer, 2013, ISBN 978-1-4614-4080-2)
- "Special functions" by George Andrews, Richard Askey, and Ranjan Roy, Encyclopedia of Mathematics and Its Applications, The University Press, Cambridge, 1999.[14]